# Caleb Folan
Caleb Colman Folan (Leeds, 26 ottobre 1982) è un ex calciatore irlandese con cittadinanza inglese, di ruolo attaccante.

## Carriera

### Club
Folan iniziò la carriera nel club della sua città, il Leeds United. Nel 2001 trascorse 2 periodi in prestito: prima al Rushden & Diamonds e poi all'Hull City.  Nel 2003 si trasferì a titolo definitivo al Chesterfield dove trascorse 3 stagioni e mezzo. Nell'aprile 2006 ha subito un'operazione alla cartilagine del ginocchio in seguito ad un infortunio. Nell'ottobre 2006, segnò il gol vittoria contro il West Ham United in Carling Cup e firmò anche un rinnovo contrattuale di un anno. Dopo una serie di buone prestazione nel Chesterfield, il 26 gennaio 2007 si trasferì al Wigan Athletic per 500.000 sterline firmando un contratto di tre anni e mezzo. L'allenatore Paul Jewell dichiarò: "Lui è forte, lui è aggressivo, ha istinto di finalizzazione e io penso che lui aggiunga competizione in un reparto della squadra che ha bisogno di sostegno." Giocò la sua prima partita in Premier League, il 30 gennaio 2007 contro il Reading. Il 21 febbraio segnò il suo primo gol per il Wigan, contro il Watford. Il 3 marzo segnò il gol vittoria contro il Manchester City. L'Hull City rivelò il suo interesse per Folan nell'agosto 2007.. Comunque, l'allenatore del Wigan Chris Hutchings disse che non aveva intenzione di vendere. Il 31 agosto 2007, Folan venne acquistato dall'Hull City per 1 milione di sterline. Parlando sul sito ufficiale, Folan disse che secondo lui non valeva 1 milione di sterline ma che comunque era venuto per segnare gol. In occasione del suo debutto, nel settembre 2007 contro il Blackpool, venne ricoverato in ospedale dopo essere uscito dal campo con dolori al collo. In seguito subì un infortunio alla caviglia che gli fece saltare molte partite. Il 16 agosto 2008, prima giornata della Premier League 2008/2009, contro il Fulham, Folan subentrò dalla panchina e segnò il gol vittoria. Il 25 aprile 2009, nella partita persa per 1-3 contro il Liverpool, Folan è stato espulso per aver scalciato Martin Škrtel. Il 17 settembre 2009 si è trasferito in prestito al Middlesbrough. Dopo essere tornato all'Hull City nel gennaio 2010, il 16 marzo 2011 è stato acquistato dalla squadra statunitense dei Colorado Rapids. Il 29 febbraio 2012 viene ceduto al Birmingham City facendo così ritorno in Inghilterra.

### Nazionale
Nel marzo 2007, Steve Staunton chiamò Caleb Folan per le partite di qualificazione ad Euro 2008 appena il suo passaporto fu rilasciato. Questa decisione attirò i commenti di altri attaccanti in forma e più legati all'Irlanda. Tuttavia Folan fu costretto a saltare la Nazionale per un infortunio. Un altro infortunio lo costrinse a saltare le partite contro Ecuador e Bolivia nel maggio 2007. Il 9 ottobre 2008, nella partita dell'Irlanda B (la squadra riserve) contro il Nottingham Forest, Folan segnò il primo gol riuscendo ad impressionare Giovanni Trapattoni che lo convocò per la partita di qualificazione agli Europei 2008 contro il Cipro.
Folan fu convocato anche per la partita di qualificazione ai Mondiali 2010 contro l'Italia; in questa partita Folan impressionò tifosi e allenatore per la sua potenza fisica che permise a Robbie Keane di segnare il gol dell'1-1.

## Statistiche

### Cronologia presenze e reti in nazionale
| Cronologia completa delle presenze e delle reti in nazionale ― Irlanda | Cronologia completa delle presenze e delle reti in nazionale ― Irlanda | Cronologia completa delle presenze e delle reti in nazionale ― Irlanda | Cronologia completa delle presenze e delle reti in nazionale ― Irlanda | Cronologia completa delle presenze e delle reti in nazionale ― Irlanda | Cronologia completa delle presenze e delle reti in nazionale ― Irlanda | Cronologia completa delle presenze e delle reti in nazionale ― Irlanda | Cronologia completa delle presenze e delle reti in nazionale ― Irlanda |
| Data                                                                   | Città                                                                  | In casa                                                                | Risultato                                                              | Ospiti                                                                 | Competizione                                                           | Reti                                                                   | Note                                                                   |
| ---------------------------------------------------------------------- | ---------------------------------------------------------------------- | ---------------------------------------------------------------------- | ---------------------------------------------------------------------- | ---------------------------------------------------------------------- | ---------------------------------------------------------------------- | ---------------------------------------------------------------------- | ---------------------------------------------------------------------- |
| 15-10-2008                                                             | Dublino                                                                | Irlanda                                                                | 1 – 0                                                                  | Cipro                                                                  | Qual. Mondiali 2010                                                    | -                                                                      | 90+2’                                                                  |
| 19-11-2008                                                             | Dublino                                                                | Irlanda                                                                | 2 – 3                                                                  | Polonia                                                                | Amichevole                                                             | -                                                                      |                                                                        |
| 1-4-2009                                                               | Bari                                                                   | Italia                                                                 | 1 – 1                                                                  | Irlanda                                                                | Qual. Mondiali 2010                                                    | -                                                                      | 22’                                                                    |
| 6-6-2009                                                               | Sofia                                                                  | Bulgaria                                                               | 1 – 1                                                                  | Irlanda                                                                | Qual. Mondiali 2010                                                    | -                                                                      |                                                                        |
| 12-8-2009                                                              | Limerick                                                               | Irlanda                                                                | 0 – 3                                                                  | Australia                                                              | Amichevole                                                             | -                                                                      | 46’                                                                    |
| 5-9-2009                                                               | Nicosia                                                                | Cipro                                                                  | 1 – 2                                                                  | Irlanda                                                                | Qual. Mondiali 2010                                                    | -                                                                      | 75’ 80’                                                                |
| 8-9-2009                                                               | Limerick                                                               | Irlanda                                                                | 1 – 0                                                                  | Sudafrica                                                              | Amichevole                                                             | -                                                                      |                                                                        |
| Totale                                                                 |                                                                        | Presenze                                                               | 7                                                                      |                                                                        | Reti                                                                   | 0                                                                      |                                                                        |